# مقاطعة غدابيغ
مقاطعة غدابيغ أو غداباي (بالأذرية: Gədəbəy rayonu)‏ هي إحدى مقاطعات أذربيجان. يقدر عدد سكانها بـ 94,200 نسمة ومساحتها 1,290 كم2 .